# Geoffrey Marcy
Pour les articles homonymes, voir Marcy.
Geoffrey William Marcy, dit Geoff, né le 29 septembre 1954 à St. Clair Shores (Michigan, États-Unis), est un astronome américain. Il était jusqu'en octobre 2015 professeur d'astronomie à l'Université de Californie à Berkeley et professeur adjoint de physique et d'astronomie à l'Université d'État de San Francisco.
Geoffrey Marcy est connu pour être un des pionniers et des leaders de la découverte et de la caractérisation de planètes en orbite autour d'autres étoiles que le Soleil. En effet, avec ses équipes de recherche, il a contribué à la découverte de nombreuses exoplanètes, parmi lesquelles 70 des 100 premières connues ainsi que le premier système multiplanétaire extrasolaire, Upsilon Andromedae,. Il confirma également la découverte par Michel Mayor et Didier Queloz de la première planète extrasolaire autour d'une étoile de type solaire, 51 Pegasi b. Ses autres succès comprennent la codécouverte de la première planète transitant devant une autre étoile (HD 209458 b), la première planète extrasolaire orbitant au-delà de 5 unités astronomiques (55 Cancri d) et les premières planètes de la taille de Neptune (Gliese 436 b et 55 Cancri e).
Geoffrey Marcy et Michel Mayor ont reçu en 2005 le prix Shaw en astronomie d'un million de dollars pour leurs travaux. Marcy a été lauréat de la médaille Henry Draper en 2001 (avec R. Paul Butler) et du prix Beatrice M. Tinsley en 2002.
Geoff Marcy est reconnu coupable fin 2015 dans une affaire de harcèlement, ce qui mène à sa démission au niveau des Breakthrough Initiatives et à Berkeley.

## Enfance et formation
Geoffrey William Marcy naît le 29 septembre 1954 à St. Clair Shores, dans le Michigan aux États-Unis.
Geoffrey Marcy est diplômé de Granada Hills High School à Granada Hills, en Californie, en 1972. Il obtient un Bachelor of Arts (équivalent de la licence en France) summa cum laude avec double majeur en physique et en astronomie de l'Université de Californie à Los Angeles en 1976. Il effectue ensuite un doctorat en astronomie à l'Université de Californie à Santa Cruz, dont il soutient la thèse en 1982, avec une grande partie de son travail effectué à l'Observatoire Lick.

## Carrière académique
Il a occupé plusieurs postes d'enseignant et de chercheur, le premier à l'Institut Carnegie de Washington (devenu par la suite les observatoires du Mont Wilson et de Las Campanas) comme Carnegie Fellow de 1982 à 1984. Il exerça ensuite comme professeur associé de physique et d'astronomie de 1984 à 1996 puis comme professeur d'université distingué de 1997 à 1999 à l'université d'État de San Francisco. Actuellement, il est professeur adjoint (Distinguished University Professor) à l'Université d'État de San Francisco.
Geoffrey Marcy a travaillé comme professeur d'astronomie et a occupé la chaire Watson-et-Marilyn-Alberts de l'institut SETI, à l'Université de Californie à Berkeley de 1999 jusqu'à sa démission en octobre 2015 (voir ci-dessous). De 2000 à 2012, il fut le directeur du Center for Integrative Planetary Science de l'UC à Berkeley. Geoffrey Marcy était également un des chefs de projet des Breakthrough Initiatives qui vont rechercher des signes de vie intelligente dans l'univers en utilisant des grands télescopes optiques et radiotélescopes,.
Geoffrey Marcy et son équipe confirmèrent 51 Pegasi b, la planète, première autour d'une étoile de type solaire, découverte par Michel Mayor et Didier Queloz. Il a également découvert le premier système multiplanétaire autour d'une étoile similaire à la nôtre (Upsilon Andromedae),, la première planète en transit devant une autre étoile que le Soleil, simultanément avec David Charbonneau et Timothy Brown (HD 209458 b), la première planète extrasolaire en orbite à plus de 5 unités astronomiques de son étoile (55 Cancri d) ainsi que les premières exoplanètes de la taille de Neptune (Gliese 436 b et 55 Cancri e). Geoffrey Marcy était un des chercheurs (Co-Investigator) de la mision Kepler de la NASA. Geoffrey Marcy consacre beaucoup de son temps à la recherche de vie intelligente dans l'univers en utilisant des radiotélescopes et des télescopes optiques.

## Affaire de harcèlement
Début octobre 2015, l'Université de Californie à Berkeley annonce les résultats d'une enquête menée à l'encontre de Geoffrey Marcy pour violation des règles relatives au harcèlement sexuel. À la suite de cette enquête, Geoffrey Marcy a écrit une lettre publique d'excuses,. Selon cette enquête, Geoffrey Marcy aurait harcelé plusieurs étudiantes entre 2001 et 2010,,. Geoffrey Marcy adressa une « Lettre ouverte à la communauté astronomique » (Open Letter to the Astronomy Community) dans laquelle il fit part de ses « sincères excuses » (« sincere apology ») pour les « erreurs » (« mistakes ») qu'il a faites. En outre, l'Université de Californie à Berkeley « a imposé des conséquences réelles sur le professeur Geoff Marcy en mettant en place une politique de tolérance zéro concernant [son] comportement futur et en le dépouillant des protections procédurales dont bénéficient tous les autres membres de la faculté », selon une déclaration de l'université. Néanmoins, certaines personnes sur le campus, dont des collègues et d'anciens étudiants, considèrent que Marcy a été « insuffisamment sanctionné pour [son] comportement avec des étudiants » (« inadequately disciplined for inappropriate behavior with students »). Vingt-trois membres et membres émérites du corps enseignant astronomique de Berkeley ont signé une lettre disant que « nous croyons que Geoff Marcy ne peut pas exercer les fonctions d'un membre du corps enseignant »,. Le 12 octobre 2015, après plusieurs jours de pression de la part de ses collègues, étudiants et de la communauté astronomique (notamment américaine) au sens large, Geofrey Marcy démissionne de son poste de chercheur principal (Principal Investigator) du projet Breakthrough Listen. Deux jours plus tard, le 14 octobre, il quitte son poste de professeur à l'Université de Californie à Berkeley,.

## Vie privée
Geoffrey Marcy vit en Californie avec sa femme, Susan Kegley.

## Distinctions
Le 26 janvier 1996, Geoffrey Marcy est déclaré « personne de la semaine » par ABC News Hour. En 2000, il est reconnu « Scientifique de l'année de Californie ». En 2001, il reçoit aux côtés de R. Paul Butler la médaille Henry Draper de l'Académie nationale des sciences des États-Unis, avant d'être élu membre de ladite académie en 2002. En 2002, il reçoit également le prix Beatrice M. Tinsley de l'Union américaine d'astronomie. En 2003, il récolte la NASA Medal for Exceptional Scientific Achievement et est déclaré « Space Scientist » de l'année par Discover Magazine. En 2005, il est colauréat avec Michel Mayor du prix Shaw. Le 28 octobre 2006, il reçoit un doctorat honorifique en science de l'Université du Delaware. Le prix Carl-Sagan pour la popularisation de la science lui est décerné par Wonderfest (en) en 2009. Il devient membre de l'Académie américaine des arts et des sciences en 2010 puis reçoit en 2013 le prix Cozzarelli du PNAS avec Erik Petigura et Andrew Howard. Le 9 juin 2012, il reçoit un doctorat honorifique en science de l'Université de Chicago. En 2015, il devient « Miller Senior Fellow » de l'Institut Miller (en) à l'Université de Californie à Berkeley.